# Gérard Douffet
Gérard Douffet (Luik, 1594 - aldaar, 1660) was een Zuid-Nederlands schilder van voornamelijk mythologische en religieuze onderwerpen en portretten. Samen met Walthère Damery, Bertholet Flémal, Jean-Guillaume Carlier, Englebert Fisen en Philippe Coclers behoort hij tot de belangrijkste 17e-eeuwse barokschilders in het prinsbisdom Luik, ook wel Luikse School genoemd.

## Levensbeschrijving
Gérard Douffet groeide op in Luik en volgde schilderlessen bij de Luikse schilder Jean Taulier en vervolgens bij de schilder Perpète in Dinant. Tussen 1612 en 1614 zou hij lessen hebben gevolgd bij Peter Paul Rubens. Daarna reisde hij naar Italië, zoals gebruikelijk was in zijn tijd voor aankomende kunstenaars. Hij bezocht er onder andere Venetië en Malta. In Italië lijkt Douffet de invloed van Caravaggio te hebben ondergaan. Het enige werk wat uit die periode bewaard is gebleven is De smidse van Vulcanus uit 1615.
In de thematiek van de werken na zijn Italiaanse jaren is duidelijk de nawerking van de Contrareformatie te zien. In 1628 trad hij in het huwelijk. Zijn zoon werd later architect. In 1634 werd Douffet hofschilder van prins-bisschop Ferdinand van Beieren. Tot zijn leerlingen behoorden Bertholet Flémal, Gérard Goswin en Jean Gilles del Cour. De schilder leidde een rustig en arbeidzaam leven tot het jaar 1646, toen hij door de gevechten tussen de twee Luikse milities, de Grignoux en  de Chiroux, gedwongen was de stad tijdelijk te verlaten.
Gérard Douffet overleed op 66-jarige leeftijd in Luik.

## Selectie van werken
- De smidse van Vulcanus, 1615, Museum voor Schone Kunsten, Luik
- Portret Sébastien Laruelle, 1620
- De Heilig Kruisvinding, 1624, Alte Pinakothek, München
- Bezoek van paus Nicolaas V aan het graf van Sint-Franciscus, 1627, Schloss Neuburg, Neuburg an der Donau (of Alte Pinakothek, München)
- Christus verschijnt aan Sint-Jacobus de Meerdere, 1633, Neues Schloss, Schleissheim
- Portret, waarschijnlijk van Ferdinand van Beieren, ca. 1634, Museum Kunstpalast, Düsseldorf
- Aanbidding door de herders, ca. 1640, Alden Biesen, Bilzen
- Venus en Amor in de smidse van Vulcanus, 1645, Museum voor Schone Kunsten, Luik
- Kruisoprichting, Musée des beaux-art, Nantes
- Kruisafneming, Abdij Kornelimünster
- Petrus slaat het oor van Malchus, Museum of Fine Arts, Boston

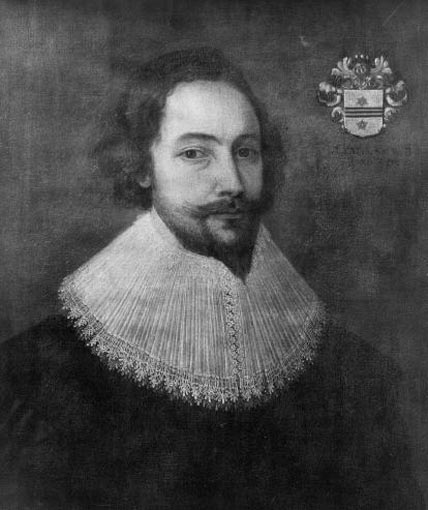
Portret Sébastien Laruelle
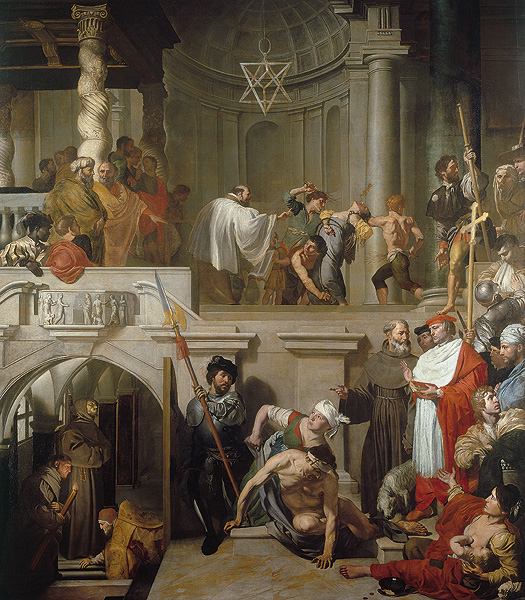
Paus Nicolaas V in Assisi
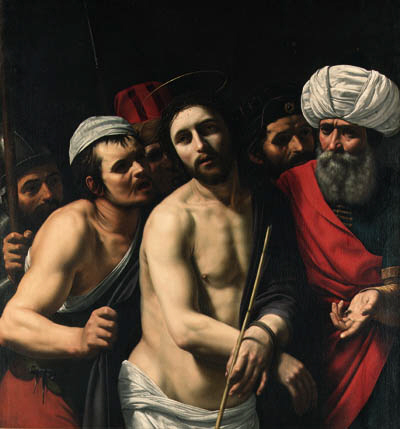
Ecce Homo
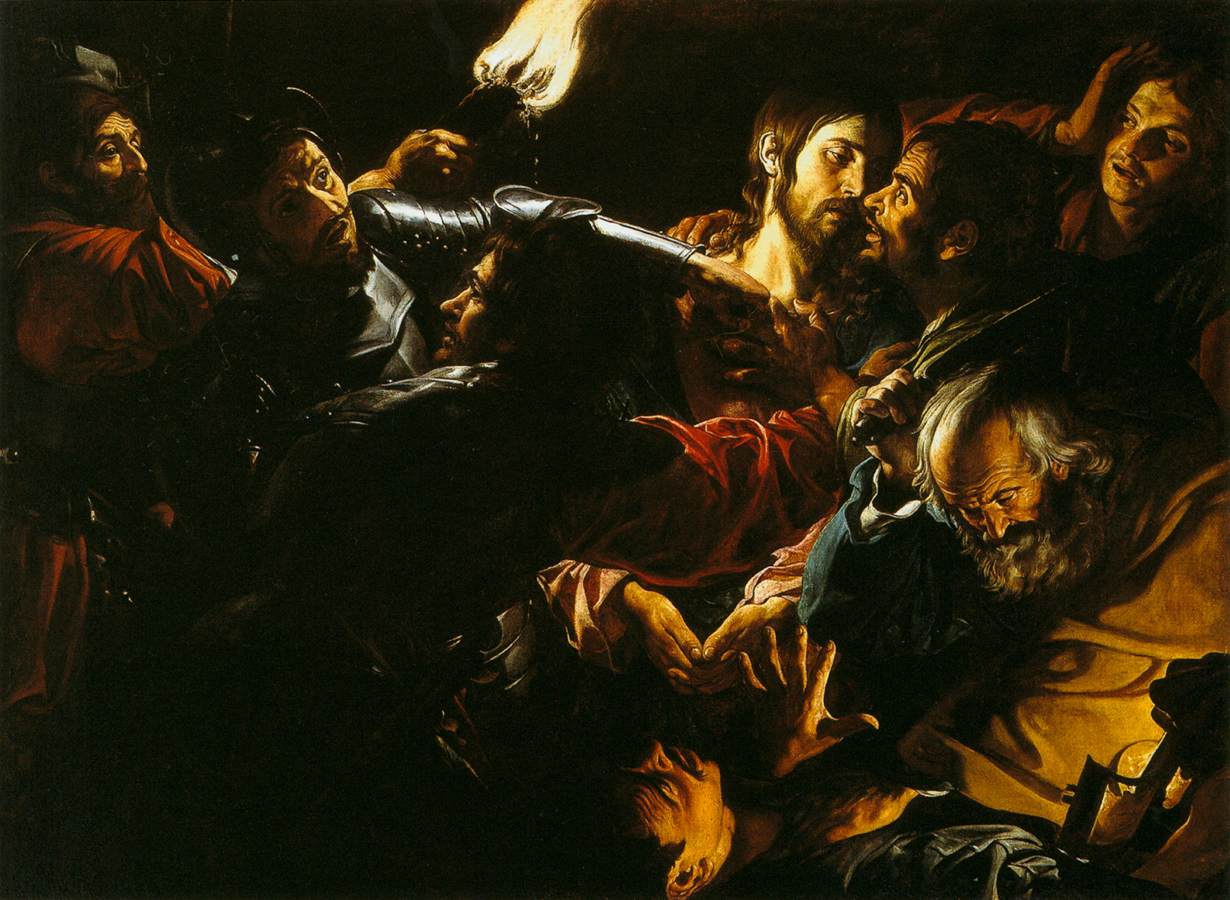
Petrus slaat het oor van Malchus